# Серболужицкий национальный комитет (1945—1948)

Документ Серболужицкого национального комитета

Серболужицкий национальный комитет (также Серболужицкий Земский Национальный комитет; в.-луж. Lužiskoserbski Narodny Wuběrk) — организация лужицких сербов, существовавшая с 1945 по 1948 год.
Основан лужицкими сербами (проживавшими в Праге и освобождёнными из концентрационного лагеря Дахау) в Праге 9 мая 1945 года. Комитет проводил агитацию за выход серболужицких земель из состава Германии и присоединения их к Чехословакии. Съезд «Домовины», прошедший 30 ноября 1946 года, отказался подчиниться комитету. Для достижения своих целей комитет совместно с «Домовиной» в сентябре 1945 года учредили Национальный совет, который занялся внешнеполитическими вопросами. Национальный совет, преследуя цель полной независимости Лужицы, направлял меморандумы Бенешу, Сталину и в ООН. В феврале 1948 года самораспустился.